# امپیفای
امپیفای (به لاتین: Ampefy) یک سکونتگاه مسکونی در ماداگاسکار است که در ایتاسی واقع شده‌است.

## خصوصیات
امپیفای ۱۵٬۰۰۰ نفر جمعیت دارد و ۱٬۲۸۸ متر بالاتر از سطح دریا واقع شده‌است.